# Polje pri Vodicah
Polje pri Vodicah je naselje v Občini Vodice.